# Центр космических полётов Годдарда
Центр космических полетов имени Годдарда (Goddard Space Flight Center, GSFC) — крупная исследовательская лаборатория НАСА (NASA), основанная 1 мая 1959 года. 
Центр расположен в 10 км к северо-востоку от Вашингтона, в Гринбелте  (штат Мэриленд, США). 
GSFC — один из десяти основных центров НАСА, в нём занято около 10 тысяч гражданских служащих и работников подрядчиков НАСА. 
Назван в честь доктора Роберта Годдарда (1882—1945), пионера ракетной техники.
Центр Годдарда — крупнейшая организация учёных и инженеров в США, изучающая Землю, Солнечную систему и Вселенную с помощью космических инструментов. 
В GSFC разработаны многие научные космические спутники, отсюда ведётся их управление. Также GSFC управляет работой двух систем отслеживания траекторий спутников и получения данных (Space Network и Near Earth Network).
Среди программ, проводящихся под координацией GSFC: телескоп Хаббл (Hubble), программа «Explorer», программа Discovery, Earth Observing System (EOS), INTEGRAL, MAVEN, OSIRIS-REx, обсерватория SOHO, Solar Dynamics Observatory (SDO), Rossi X-ray Timing Explorer (RXTE), обсерватория Swift.